# اغتيال بوريس نيمتسوف
في 27 فبراير 2015، اغتيل بوريس نيمتسوف، وهو سياسي روسي معارض لحكومة فلاديمير بوتين، أثناء عبوره جسر بولشوي موسكفوريتسكي في وسط موسكو في الساعة 23:31 بالتوقيت المحلي. أطلق مهاجم مجهول سبع أو ثماني طلقات من مسدس ماكاروف. أصابت أربع منها نيمتسوف في الرأس والقلب والكبد والمعدة، مما أسفر عن مقتله على الفور تقريبًا. توفي بعد ساعات من دعوته للجمهور لدعم مسيرة ضد حرب روسيا في أوكرانيا. نجت الأوكرانية آنا دوريتسكايا شريكة نيمتسوف من الهجوم باعتبارها الشاهدة الوحيدة عليه.
قوبل الاغتيال بإدانة وقلق عالميين بشأن وضع المعارضة الروسية. كما أدانت السلطات الروسية جريمة القتل وتعهدت بإجراء تحقيق شامل.
في 8 مارس 2015، اتهمت السلطات الروسية أنزور غوباشيف وزاور داداييف، وكلاهما من أصل شمال القوقاز، بالتورط في الجريمة. ووفقًا للسلطات الروسية، فقد اعترف داداييف بالتورط في القتل. وقد تراجع لاحقًا عن بيانه، على أساس أنه انتزع تحت التعذيب. أُلقي القبض على ثلاثة مشتبه بهم آخرين في نفس الوقت تقريبًا، ووفقًا لوسائل الإعلام الروسية، فجر مشتبه به آخر نفسه في غروزني عندما حاصرت قوات الشرطة الروسية مجمعه السكني.

## الهجوم والوفاة

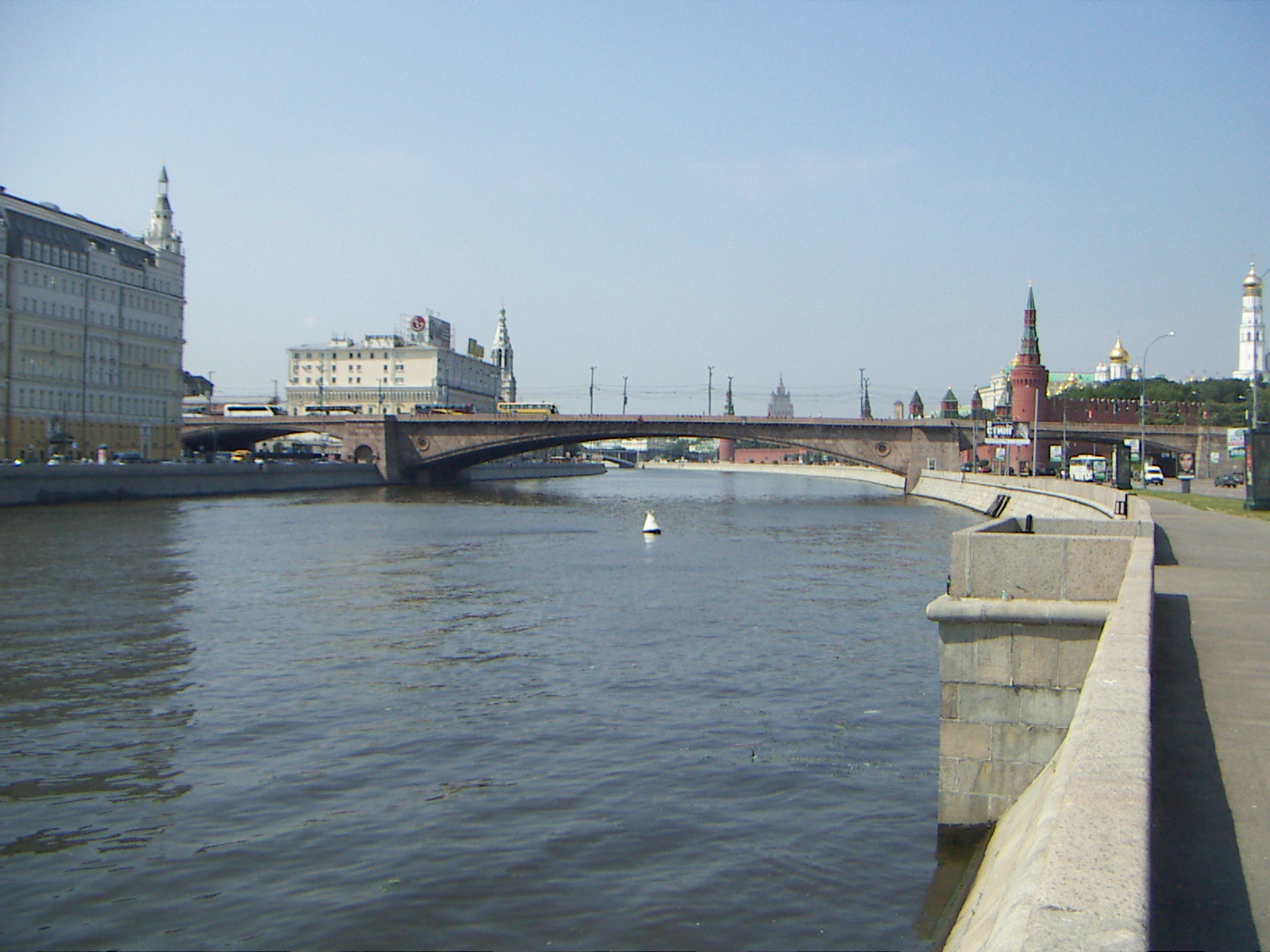
أُطلق النار على نيمتسوف وقتل أثناء عبوره جسر بولشوي موسكفوريتسكي.

أُطلق النار على نيمتسوف وقُتل أثناء عبوره جسر بولشوي موسكفوريتسكي  بالقرب من الكرملين، أثناء عودته إلى المنزل بعد تناول وجبة في الخارج، برفقة آنا دوريتسكايا، وهي عارضة أزياء أوكرانية تبلغ من العمر 23 عامًا، وكانت صديقته لمدة عامين ونصف. شهدت مقتل نيمتسوف، لكنها لم تتعرض لأي أذى جسدي. يُظهر مقطع فيديو لقناة TV Tsentr للجسر في وقت القتل أنه حدث أثناء مرور مركبة خدمات بلدية بالقرب من نيمتسوف، وشوهد شخص يهرب من مكان الحادث في سيارة بيضاء أو رمادية.
ذكرت صحيفة كوميرسانت الروسية أنه في وقت القتل، أُوقف تشغيل جميع كاميرات المراقبة في المنطقة للصيانة. تم الحصول على الفيديو الوحيد للحادث من كاميرا البث التلفزيوني لاستوديو TV Tsentr، من مسافة طويلة. في وقت القتل، كانت الكاميرا محجوبة بواسطة مركبة بلدية متوقفة. وقع القتل في اليوم الذي كان من المقرر أن يقود فيه نيمتسوف مسيرة المعارضة، وهي مظاهرة في الشوارع نُظمت للاحتجاج على الظروف الاقتصادية في روسيا وضد الحرب في دونباس (2014-2022)|الحرب في أوكرانيا.
يبدو أن القاتل كان ينتظر نيمتسوف على درج جانبي يؤدي إلى الجسر. أُطلقت ست طلقات على الأقل، أصابت أربعة منها نيمتسوف؛ كانت إحدى الإصابات قاتلة. ذكرت مصادر كوميرسانت أن القاتل استخدم إما مسدس ماكاروف قياسي أو مسدس غاز IZh مُعد للاستخدام مع ذخيرة قاتلة. وفقًا لشاهد عيان، "شاب يُدعى فيكتور م.، تبع نيمتسوف"، كان القاتل رجلاً يبلغ طوله 170–175 سنتيمتر (5 قدم 7 بوصة–5 قدم 9 بوصة)، وقصة شعره قصيرة، وبنية متوسطة، ويرتدي الجينز وسترة بنية.

## التحقيق
تولى الرئيس الروسي فلاديمير بوتين "السيطرة الشخصية" على التحقيق في اغتيال نيمتسوف. وأمر لجنة التحقيق ووزارة الشؤون الداخلية وجهاز الأمن الفيدرالي بتشكيل فريق واحد للتحقيق في اغتيال نيمتسوف. ترأس فريق التحقيق إيغور كراسنوف، الذي سبق له أن حقق في محاولة اغتيال أناتولي تشوبايس وفي مقتل ستانيسلاف ماركيلوف وأناستازيا بابوروفا.
أشرف على الفريق رئيس لجنة التحقيق في موسكو، الجنرال ألكسندر دريمانوف. كما أشرف دريمانوف على التحقيق ضد ناديجدا سافتشينكو، والمحاكمة الثانية ضد ميخائيل خودوركوفسكي وبلاتون ليبيديف، بالإضافة إلى اتهامات الإبادة الجماعية خلال الحرب الروسية الجورجية ضد الجيش الجورجي. 
خلال الليلة التي أعقبت الاغتيال، فُتشت شقة نيمتسوف في شارع مالايا أوردينكا وصودرت جميع الوثائق والمواد المتعلقة بأنشطته التجارية والسياسية. أثارت وسائل الإعلام المعارضة مخاوف من أن ذلك تم لاستعادة مسودة تقرير حول تورط روسي في الحرب في دونباس، كان نيمتسوف قد أعلن عنه قبل وفاته بوقت قصير. كشف أصدقاء نيمتسوف لاحقًا عن معلومات جزئية حول محتويات التقرير.
في 28 فبراير، عُثر على سيارة لادا بريورا بيضاء، يُحتمل أنها تعود للمُنفّذ (أو المنفذين)، مهجورة. ذكرت وسائل الإعلام الرسمية الروسية أن السيارة تحمل لوحة أرقام من جمهورية إنغوشيا، على الرغم من أن شهود العيان الأوائل قد ذكروا أن السيارة البيضاء المتورطة في إطلاق النار لم تكن تحمل أي لوحات ترخيص. أُجري بحث تحت الماء في نهر موسكو للعثور على السلاح المستخدم، لكنه لم يسفر عن أي نتائج. عُرضت مكافأة مالية قدرها 3 ملايين روبل (حوالي 43,000 يورو) مقابل أي معلومات تؤدي إلى القبض على القاتل وإدانته.
بعد أن أدلت آنا دوريتسكايا بشهادتها أمام فريق التحقيق، عادت إلى أوكرانيا في 2 مارس. ونظرًا لتقارير عن تهديدات لحياتها، وفّر لها المدعي العام الأوكراني فيكتور شوكين حماية أمنية من الدولة.
بحلول 3 مارس، خلص التحقيق الرسمي إلى أن نيمتسوف كان يتعرض للمراقبة منذ الساعة 11:00 صباحًا عندما التقى دوريتسكايا في مطار شيريميتييفو الدولي. كان نيمتسوف ملاحقًا بواسطة ثلاث سيارات متناوبة في طريقه من المطار إلى المدينة. في الساعة 23:22، صدر الأمر لمجموعة القتلة بالتحرك إلى المكان المحدد، عندما غادر نيمتسوف ودوريتسكايا مقهى جوم. في الساعة 23:29، استدارت السيارة التي تقل المهاجم أسفل جسر موسكفوريتسكي الكبير واقتربت من الدرج المؤدي إلى الجسر. في الساعة 23:30، صعد المهاجم الدرج إلى الجسر وتحرك نحو نيمتسوف ودوريتسكايا. بعد أن تجاوزهما، استدار وأطلق النار على ظهر نيمتسوف.
بعد أن صعد المهاجم إلى السيارة، تحركت المركبة من الجسر إلى شارع بولوتنايا، ثم إلى جسر بولشوي كاميني، شارع موخوفايا وشارع تفيرسكايا باتجاه شارع أوخوتني رياد. ثم استدارت السيارة إلى بولشايا دميتروفكا قبل أن تختفي في حركة المرور المحلية. تم العثور لاحقًا على السيارة التي هرب بها المهاجم وتم التعرف عليها على أنها سيارة ZAZ Chance رمادية. في 10 مارس، نشرت موسكوفسكي كومسوموليتس صورًا مزعومة من كاميرات المراقبة لمركبة المشتبه بهم، مما يشير إلى أنهم كانوا يتابعون نيمتسوف منذ سبتمبر 2014، قبل فترة طويلة من إطلاق النار في شارلي إبدو.

## المشتبه بهم
في 7 مارس 2015، أعلن رئيس جهاز الأمن الفيدرالي ألكسندر بورتنيكوف عن اعتقال اثنين من المشتبه بهم، وهما أنزور جوباشيف وزور داداييف وكلاهما من منطقة شمال القوقاز. ذكرت وسائل الإعلام الروسية أن زور داداييف كان قد خدم في كتيبة سيفير التابعة لـ الكاديروفيتسي، بينما كان أنزور جوباشيف يعمل كحارس أمن في هايبر ماركت في موسكو. ووفقًا لمصادر أخرى، فإن الأخير هو موظف في شركة أمن خاصة.
كلاهما من إنغوشيا، لكنهما كانا يعيشان لسنوات عديدة خارج جمهورية شمال القوقاز. وهما على صلة قرابة. وُجهت إليهما التهم رسميًا في 8 مارس. اعترف داداييف بالجريمة، لكن جوباشيف نفى أي تورط له.
اُحتجز ثلاثة أشخاص آخرين كمشتبه بهم، لكن لم يتم توجيه اتهامات إليهم. وزعموا جميعًا أنهم أبرياء. ذكرت وسائل الإعلام الروسية أن رجلاً آخر فجر نفسه بقنبلة يدوية في غروزني عندما جاءت الشرطة لاعتقاله.
اعترف زور داداييف، النائب الثاني السابق لقائد كتيبة سيفير، عليبيك دليمخانوف شقيق آدم دليمخانوف وابن عم رمضان قديروف، بأنه قرر قتل نيمتسوف بسبب انتقاده لـالإسلام ورئيس جمهورية الشيشان، رمضان قديروف، وفقًا لوسائل الإعلام الروسية. ويبدو أن داداييف ذكر في اعترافه أن مديره المباشر أثناء التحضير للقتل كان شخصًا يُدعى روسليك، والذي زوده بـ 5 ملايين روبل، وسيارة ZAZ Chance، ومسدس. يشتبه المحققون في أن روسليك هو روسلان موخودينوف. مكان وجود رسلان موخودينوف غير معروف، على الرغم من أنه وُضع على قائمة المطلوبين دوليًا.
كان رسلان جيريمييف مشتبهًا به في القضية. كان رسلان جيريمييف رئيس وحدة في كتيبة سيفير كان زور داداييف يخدم فيها، وهو تابع لـ أليبيك دليمخانوف وابن شقيق سليمان جيريمييف، عضو مجلس الاتحاد الروسي. بعد جريمة القتل، كان رسلان جيريمييف تحت الحماية في جمهورية الشيشان، ولاحقًا ربما غادر روسيا متوجهًا إلى الإمارات العربية المتحدة. في نهاية أبريل 2015، ورد أن رسلان جيريميف حصل رسميًا على صفة المشتبه به.
في معرض تعليقه على الأحداث، قال رئيس جمهورية الشيشان، رمضان قديروف، إنه يعرف داداييف كواحد من أشجع المحاربين الذين قاتلوا في فوج قديروف الشيشان الروسي منذ إنشائه. وقد مُنح داداييف وسام الشجاعة وميدالية الشجاعة وجوائز أخرى من جمهورية الشيشان. وذكر أيضًا أن داداييف كان متدينًا للغاية وشعر بإهانة شديدة بسبب نشر مجلة شارلي إيبدو لرسوم كاريكاتورية للنبي محمد ودعم نيمتسوف للرسامين الكاريكاتوريين الفرنسيين.
ومع ذلك، كانت الكادروفتسي وحدة علمانية تقاتل ضد الإسلاميين المتطرفين، ووفقًا لوالدة داداييف، لم يذكر ابنها قط مجلة شارلي إيبدو. وذكرت أن ابنها لم يكن "مؤمنًا قويًا" بالإسلام، بل إنه حارب الإسلاميين ("الوهابيين") من قبل. وصف إيليا ياشين النظرية القائلة بأن الدافع وراء القتل كان الإساءة للإسلام وخط التحقيق الرسمي للكرملين بأنه "أكثر من سخيف".
ذكرت وسائل الإعلام الروسية أن داداييف تراجع عن اعترافه، موضحًا أنه اعترف فقط لتجنب "ما حدث لشافانوف" - وهو مشتبه به آخر، والذي، وفقًا للرواية الرسمية، فجر نفسه بقنبلة يدوية أثناء محاولة اعتقاله. وقال عضو في المجلس الاستشاري لحقوق الإنسان التابع للكرملين، بعد زيارة المشتبه بهم، إن داداييف وكذلك المشتبه بهما الآخران، أنزور وشاجيد جوباشيف، تعرضوا على الأرجح للتعذيب أثناء الاحتجاز.
قبيل مقتله، صرح نيمتسوف: "العقد بين قديروف وبوتين - المال مقابل الولاء - يقترب من نهايته. إلى أين سيذهب رجال السيد قديروف البالغ عددهم 20 ألفًا؟ ماذا سيطلبون؟ كيف سيتصرفون؟ متى سيأتون إلى موسكو؟"
في أواخر يونيو 2017، أدانت هيئة محلفين في محكمة بموسكو خمسة رجال شيشان بتهمة الموافقة على قتل نيمتسوف مقابل 15 مليون روبل (253 ألف دولار أمريكي). لا تُعرف هوية أو مكان وجود الشخص الذي استأجرهم.
في يوليو 2017، حكمت محكمة روسية على زور داداييف بالسجن 20 عامًا. وحُكم على الجناة الآخرين بالسجن ما بين 11 و 19 عامًا لكل منهم. أحد أولئك الذين حُكم عليهم بالسجن 14 عامًا في مارس 2024 حصل على عفو مقابل المشاركة في الغزو الروسي لأوكرانيا.
وفقًا لتحليل بيلنجكات، كان نيمتسوف مُتَابعًا قبل الاغتيال من قبل نفس فريق FSB الذي سيتبع لاحقًا فلاديمير كارا مورزا وديمتري بيكوف وأليكسي نافالني قبل حالات التسمم المشتبه بها.

## انتقادات التحقيق الرسمي
في نهاية أكتوبر 2017، نشر الصحفي ديفيد ساتير مقالًا في مجلة ناشونال ريفيو حول تحقيق عام غير رسمي في عملية الاغتيال. قاد التحقيق إيغور مورزين، وهو محامٍ من سانت بطرسبرغ متخصص في حوادث السيارات وتفسير أشرطة الفيديو. يدعي تحقيق مورزين أن المحاكمة الرسمية كانت ستارًا، وأن القتلة الحقيقيين لم يكونوا قيد التحقيق أبدًا.
في يونيو 2019، دعت الجمعية البرلمانية لمجلس أوروبا السلطات الروسية إلى إعادة فتح التحقيق ومواصلته، وسردت عددًا مما وصفته بـ "المخاوف الخطيرة بشأن استقلاله وفعاليته"، ووافقت على تقرير بشأن هذه المسألة أعده إيمانويليس زينجيريس. وانتقدت الجمعية النسخة الرسمية للقتل باعتبارها "تستند إلى تحقيق ومحاكمة معيبة بشدة" و"غير متسقة مع الأدلة المتاحة بشأن العديد من النقاط الأساسية". ووفقًا لقرارها الذي تمت الموافقة عليه بالإجماع، فإن النسخ البديلة التي رفضت السلطات الروسية استكشافها أكثر اتساقًا مع الأدلة المتاحة. ودعت الجمعية الدول التي اعتمدت قوانين ماغنيتسكي إلى النظر في فرض عقوبات على المسؤولين عما أسمته "فشل التحقيق".
ليونيد بيرشيدسكي، من بلومبرغ فيو، صرح قائلاً: "في الأشهر الأخيرة، كانت آلة الدعاية التابعة لبوتين تحرض بقوة الروس ضد 'الطابور الخامس' - أولئك الذين احتجوا على ضم شبه جزيرة القرم والحرب التي أشعلها الكرملين في شرق أوكرانيا. كان نيمتسوف مدرجًا في كل قائمة للخونة نُشرت على الإنترنت وبُثت على شاشات التلفزيون الحكومية." وفي صحيفة ديلي تلغراف، كتب بن يهودا أن الكرملين "إما أمر [بقتل نيمتسوف] أو سمح بحدوثه"، قائلاً: "لم يكن هناك أي شيء فعله بوريس نيمتسوف لم يتم التنصت عليه أو تتبعه أو تصويره أو مراقبته من قبل الشرطة السرية. من المستحيل ببساطة أن يُقتل هذا الرجل بالرصاص دون أن يكون الكرملين على علم بوجود مؤامرة لقتله."
رأى البعض أوجه تشابه بين هذا الاغتيال واغتيال سيرجي كيروف عام 1934. وذكر برايان ويتمور، في مقال له على إذاعة أوروبا الحرة، أن هذا الاغتيال يشير إلى تطور "حملة إرهاب كبرى هجينة" ضد معارضة بوتين.
أشارت بي بي سي نيوز إلى مقابلة أجراها نيمتسوف في 10 فبراير، أي قبل 17 يومًا من وفاته، حيث ذكرت صحيفة سوبسيدنيك الروسية أن نيمتسوف قال إن والدته كانت خائفة من أن يقتله الرئيس الروسي فلاديمير بوتين. وأضاف أن والدته البالغة من العمر 86 عامًا تخشى أيضًا على حياة ميخائيل خودوركوفسكي وأليكسي نافالني. وعندما سُئل عما إذا كان يخشى على حياته هو شخصيًا، أجاب نيمتسوف: "نعم، ليس بقوة خوف والدتي، ولكن لا يزال...". ..." بعد أن أشارت بي بي سي نيوز إلى المقابلة، في 27 فبراير 2015، نشرت صحيفة سوبسيدنيك نسخة مطولة من المقابلة الأصلية، حيث ورد أن نيمتسوف أضاف: "أنا أمزح فقط. إذا كنت خائفًا من بوتين، لما كنت لأعمل في هذا المجال."

## الجنازة
دُفن نيمتسوف في 3 مارس 2015 في مقبرة ترويكوروفسكوي في موسكو.